# 黄金餅
『黄金餅』（こがねもち）は、古典落語の演目。主に東京で広く演じられる。
吝嗇家の僧侶の遺産を奪おうとたくらむ主人公の成功を描いた演目。落ち（サゲ）はない。
三遊亭圓朝作とされているが、同時代の名古屋の地誌『金鱗九十九之塵』（こんりんつくものちり）に独居老女を主人公にした似た話がある、と2023年に中日スポーツが報じた。
噺の成立当初は寺社の祭礼などで売られる縁起物の粟餅「黄金餅」の由来として語られていた。ただしこれは餅が黄金色（＝黄色）をしていることが由来で、落語とは直接の関係はない。

## あらすじ
※以下は5代目古今亭志ん生の演じ方に準じる。
僧侶・西念（さいねん）は寺を持たず、托鉢をしながら下谷山崎町の長屋で貧しい生活を送っていた。ある時、西念は重い風邪をひいて体調を崩し、寝込んでしまう。隣の部屋に住んでいる金山寺味噌の行商・金兵衛（きんべえ）が看病にやって来る。金兵衛が「何か食べたい物はあるか」と西念にたずねると、西念は「あんころ餅を沢山食べたい」と言う。金兵衛はなけなしの金をはたいて大量のあんころ餅を買い、西念に届けると、西念は「人のいる前でものを食うのは好きでない」と、金兵衛を部屋から追い出す。
部屋に戻った金兵衛はいぶかしがり、壁の穴から西念の部屋をのぞき見る。ひとりになった西念は、あんころ餅を開いて餡と餅を分離し、腹に巻いていた胴巻から出した、山ほどの二分金と一分銀を、その餅でひとつずつくるんで、丸呑みしはじめる。金銀入りの餅をすべて呑み込み終えた西念は、苦しそうに呻き声をあげる。驚いた金兵衛は西念の部屋に飛び込み、餅を吐き出すように勧めるが、西念は決して口を開かず、そのまま息絶える。金兵衛は突然の出来事に戸惑いつつも、西念の金を我が物にしようと決心し、思案を巡らせる。
しばらくしたのち、金兵衛は大家のもとをたずねて西念の死を報告し、加えて「西念には身寄りがないので、俺が家族代わりになって、自分の菩提寺である、麻布絶口釜無村（あざぶぜっこうかまなしむら）の木蓮寺（もくれんじ）で弔いたいと思う」と話す（※遺体を火葬するために、遺族が菩提寺から「切手」を買ってそれを火葬場で払うという制度があったので、金兵衛の主張には妥当性があった）。長屋の者が集められると、金兵衛は「皆の仕事に差し支えがないよう、今夜中に寺に運ぼう」と提案し、賛同を得る。早桶の代わりに樽に西念の遺体を入れて、荷車で木蓮寺や火葬場へ運ぶメンバーが選ばれる。
- ここで演者は、下谷山崎町から木蓮寺までの道中を説明するための地名を羅列する長い地語りを、情景描写をまじえて行う。

金兵衛が木蓮寺の山門を叩くと、泥酔した和尚が応対する。弔いに和尚の言い値天保6枚（600文）を値切るも聞かず、仕方なく承知し、和尚が「袈裟も払子も質に流してしまった」と言うので、長屋の者は風呂敷を着せて即席の法衣を作り、ハタキを持たせて払子の代わりにさせ、リンの代わりに茶碗を箸でたたかせて、なんとか経をあげてもらうが、和尚の経の文句は、はなはだ怪しい滑稽なものである。この間、金兵衛は本堂の台所から、ひそかに鰺切包丁を盗み出す。
他の者を長屋に帰し、ひとりで桐ヶ谷の火葬場に着いた金兵衛は、隠亡（＝火葬場の作業員）が「翌朝にならないと火葬できない」と言うのを無理やりに脅して、炉に火をつけさせ、さらに「腹のところだけは生焼けにしろ」と注文を付ける。
金兵衛は新橋で時間をつぶし、夜が明けた頃、ふたたび火葬場へ出向く。金兵衛は焼骨を拾おうとする隠亡を追い払い、包丁で腹のあたりを割って探る。すると、もくろみ通り大量の金銀が出てきたので、激しく狂喜する。金兵衛は戸惑う隠亡と残された焼骨を尻目に、そのまま立ち去る。
金兵衛はこの金を元手に、目黒で餅店を開く。商売は大成功し、「黄金餅」と名づけられた店の餅は江戸の名物となった。

## バリエーション
金兵衛と隠亡が知人同士である、とする演じ方がある。

## 改作
前記の名古屋発祥説をもとに、名古屋の登龍亭獅篭は尾張落語として『新・黄金餅』を創作した。